# Плезант Вали (Тексас)
Плезант Вали (енгл. Pleasant Valley) град је у америчкој савезној држави Тексас. По попису становништва из 2010. у њему је живело 336 становника.

## Демографија
Према попису становништва из 2010. у граду је живело 336 становника, што је 72 (17,6%) становника мање него 2000. године.
| Група             | 2000.       | 2010.       |
| Белци             | 380 (93,1%) | 299 (89,0%) |
| Афроамериканци    | 0 (0,0%)    | 0 (0,0%)    |
| Азијати           | 0 (0,0%)    | 1 (0,3%)    |
| Хиспаноамериканци | 24 (5,9%)   | 22 (6,5%)   |
| Укупно            | 408         | 336         |